# Plexaura volvata
Plexaura volvata är en korallart som beskrevs av Kunze 1917. Plexaura volvata ingår i släktet Plexaura och familjen Plexauridae. Inga underarter finns listade i Catalogue of Life.